# Forum di Milano
Unipol Forum (anteriormente chamado de FilaForum, DatchForum e Mediolanum Forum; conhecido como Forum di Milano em eventos onde os direitos comerciais do nome são proibidos), é uma arena esportiva localizada a 3km de Milão, Itália.